# آلباتانا

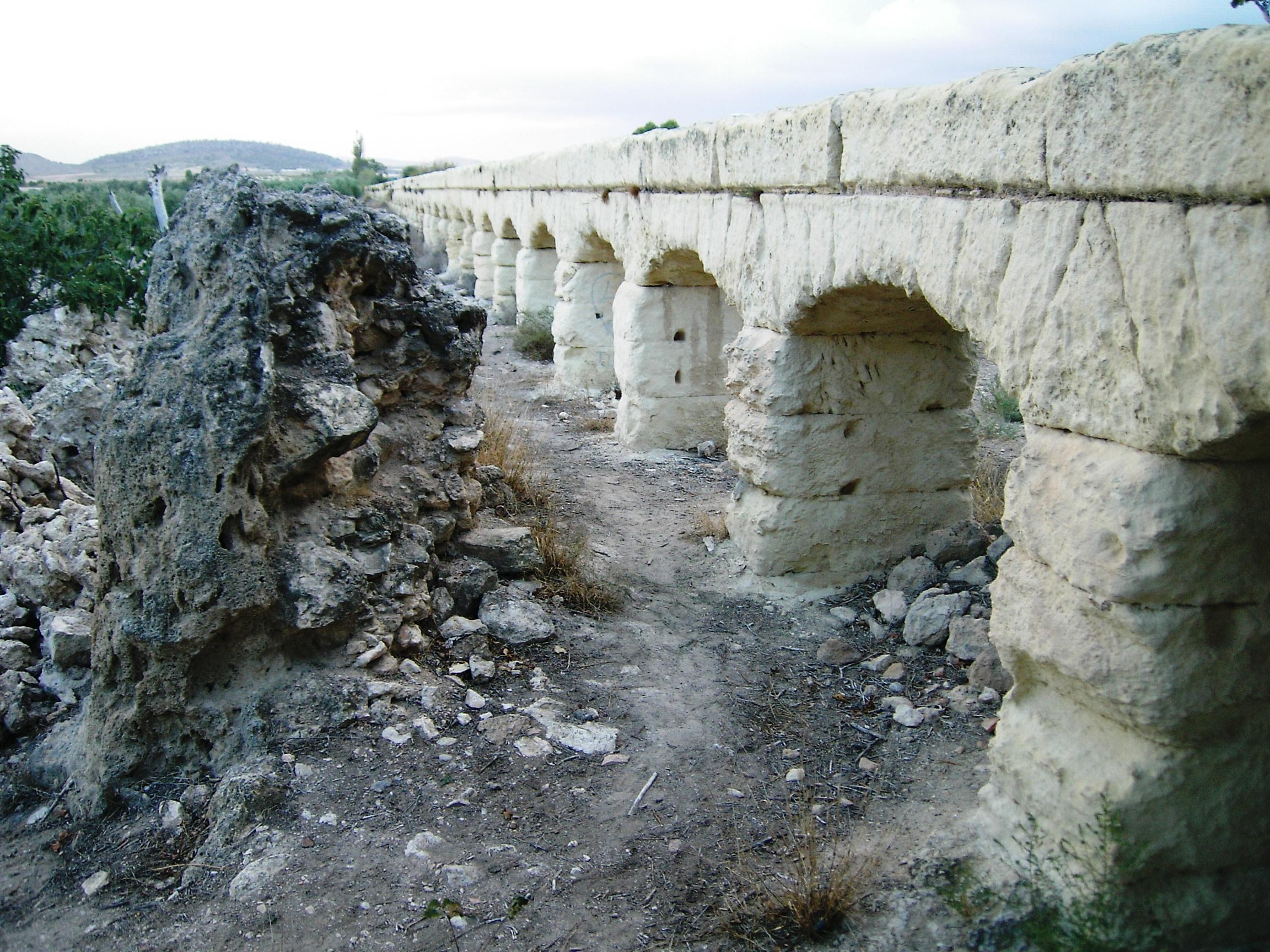
نمایی از دهستان آلباتانا در استان آلباستهٔ اسپانیا - ۲۰۱۴

آلباتانا دهستانی در استان آلباستهٔ اسپانیا است.
در این دهستان ۸۵۶ نفر زندگی می‌کنند. مساحت این دهستان ۳۰٫۷۴ کیلومتر مربع است.